# Hohenstein-Ernstthal
Hohenstein-Ernstthal là một thị xã thuộc huyện Zwickau trong bang Sachsen, Đức.